# Усадское сельское поселение
Усадское се́льское поселе́ние — муниципальное образование в Высокогорском районе Татарстана Российской Федерации.
Административный центр — село Усады.

## История
Статус и границы сельского поселения установлены Законом Республики Татарстан от 31 января 2005 года № 20-ЗРТ «Об установлении границ территорий и статусе муниципального образования "Высокогорский муниципальный район" и муниципальных образований в его составе».

## Население
| 2010  | 2011  | 2012  | 2013  | 2014  | 2015  | 2016  |
| ----- | ----- | ----- | ----- | ----- | ----- | ----- |
| 2077  | ↗2080 | ↗2117 | ↗2154 | ↗2203 | ↗2256 | ↗2281 |
| 2017  | 2018  |       |       |       |       |       |
| ↗2297 | ↗2345 |       |       |       |       |       |

## Состав сельского поселения
| № | Населённый пункт | Тип населённого пункта       | Население |
| - | ---------------- | ---------------------------- | --------- |
| 1 | Ильино           | деревня                      |           |
| 2 | Садилово         | деревня                      |           |
| 3 | Талмачи          | деревня                      |           |
| 4 | Тимофеевка       | деревня                      |           |
| 5 | Усады            | село, административный центр |           |
| 6 | Хохлово          | село                         |           |
| 7 | Чубарово         | деревня                      |           |